# جون ديفين (لاعب كرة قدم)
جون ديفين (بالإنجليزية: John Devine)‏ (1 ديسمبر 1935 في المملكة المتحدة - ) هو لاعب كرة قدم بريطاني في مركز الهجوم، شارك في الألعاب الأولمبية الصيفية 1960. وشارك مع منتخب المملكة المتحدة الوطني لكرة القدم. أما مع النوادي، فقد لعب مع نادي كوينز بارك.

## وصلات خارجية
- جون ديفين على موقع الاتحاد الدولي (مؤرشف)  (الإنجليزية)
- جون ديفين على موقع أوليمبيديا (الإنجليزية)